# Dicranella papillinervis
Dicranella papillinervis är en bladmossart som beskrevs av Hugh Neville Dixon 1942. Dicranella papillinervis ingår i släktet jordmossor, och familjen Dicranaceae. Inga underarter finns listade i Catalogue of Life.